# Sinowjew-Kirche
Die Sinowjew-Kirche (russisch Свято-Зиновьевский храм) ist eine russisch-orthodoxe Kirche in der Stadt Öskemen in Kasachstan. Sie wurde zwischen 2002 und 2005 im Nordosten des Stadtgebietes erbaut und am 4. September 2005 geweiht.

## Geschichte
Im Jahr 1995 wurde im Nordosten von Öskemen eine neue russisch-orthodoxe Kirchengemeinde gegründet. Die Gottesdienste wurden allerdings in einem Privathaus abgehalten, weswegen der Bau einer neuen Kirche nötig wurde.
Es bestand zuerst die Möglichkeit, eine alte Kirche wiederherzustellen, die während sowjetischen Zeiten mehrere verschiedene Funktionen hatte. In dem Gebäude war unter anderem eine Schule und ein Geschäft untergebracht. Der Besitzer musste aber sein Geschäft schließen und das Gelände wurde nicht mehr genutzt.
Erst im Jahr 2002 wurde dann der Bau der neuen Kirche beschlossen. Noch im selben Jahr wurde das Fundament gelegt und bereits 2003 fand der erste Gottesdienst statt. Am 4. September 2005 wurde die Sinowjew-Kirche vom Metropoliten von Astana und Almaty geweiht.

## Architektur
Das Gebäude auf quadratischem Grundriss ist aus rotem Backstein errichtet und trägt in der Mitte einen großen Zwiebelturm, den vier kleinere in den Ecken umgeben. Die fünf Zwiebelhauben sind vergoldet. Im Norden und im Süden schließen sich zwei Apsiden an.